# Березниковское сельское поселение (Владимирская область)
Березниковское сельское поселение — муниципальное образование в Собинском районе Владимирской области.
Административный центр — село Березники.

## География
Территория поселения расположена в южной части района.
Местность равнинная с наивысшими точками в районе деревни Дуброво и села Березники. Смешанный лес, в настоящее время ведётся его вырубка в промышленных объёмах наряду с добычей торфа.
Поля сельскохозяйственного назначения в настоящее время не засеваются и не обрабатываются; животноводство отсутствует.

## История
Березниковский сельсовет образован в 1920-х годах в составе Собинской волости Владимирского уезда, с 1929 года в составе Собинского района. В 1954 году в состав сельсовета включены населённые пункты упразднённого Шепелевского сельсовета, в 1959 году — упразднённых Головинского и Пушнинского сельсоветов.
Березниковское сельское поселение образовано 6 мая 2005 года в соответствии с Законом Владимирской области от 06.05.2005 № 38-ОЗ. В его состав вошла территория бывшего Березниковского сельсовета.

## Население
| 2010 | 2011 | 2012 | 2013 | 2014 | 2015 | 2016 | 2017 | 2018 |
| ---- | ---- | ---- | ---- | ---- | ---- | ---- | ---- | ---- |
| 852  | ↘848 | ↘817 | ↘784 | ↘760 | ↘737 | ↘698 | ↘681 | ↘668 |
| 2019 | 2020 | 2021 |      |      |      |      |      |      |
| ↘641 | ↗650 | ↗679 |      |      |      |      |      |      |

## Состав сельского поселения
В состав поселения входит 27 населённых пунктов:
| №  | Населённый пункт | Тип населённого пункта       | Население |
| -- | ---------------- | ---------------------------- | --------- |
| 1  | Анфимиха         | деревня                      | ↘2        |
| 2  | Большие Острова  | деревня                      | ↘7        |
| 3  | Головино         | деревня                      | ↗10       |
| 4  | Березники        | село, административный центр | ↘403      |
| 5  | Голубино         | деревня                      | ↘3        |
| 6  | Дербыши          | деревня                      | →0        |
| 7  | Дуброво          | деревня                      | ↘32       |
| 8  | Жабино           | деревня                      | →4        |
| 9  | Конново          | деревня                      | ↗19       |
| 10 | Коробово         | деревня                      | ↘6        |
| 11 | Косьмино         | деревня                      | →6        |
| 12 | Крутояк          | деревня                      | ↘30       |
| 13 | Кузнецы          | деревня                      | ↗6        |
| 14 | Левино           | деревня                      | ↗19       |
| 15 | Максимиха        | деревня                      | ↘7        |
| 16 | Малахово         | деревня                      | ↘4        |
| 17 | Малые Острова    | деревня                      | ↘3        |
| 18 | Нерожино         | деревня                      | ↗7        |
| 19 | Овечкино         | деревня                      | →0        |
| 20 | Перебор          | деревня                      | →16       |
| 21 | Пушнино          | деревня                      | ↘11       |
| 22 | Спасское         | деревня                      | ↘18       |
| 23 | Турово           | деревня                      | ↘0        |
| 24 | Угрюмиха         | деревня                      | ↘9        |
| 25 | Филинская        | деревня                      | 9         |
| 26 | Шепели           | деревня                      | ↗38       |
| 27 | Шувалиха         | деревня                      | ↘10       |

7 мая 2020 года вышел закон об образовании сельского населённого пункта — деревни — на территории Березниковского сельского поселения, название не уточнялось. В конце 2020 года деревне было дано название Филинская.

## Инфраструктура
На территориях населённых пунктов питьевое водоснабжение отсутствует. Родник с водой пригодной для питья расположен в районе села Березники. На территории поселения имеется радио сеть основных операторов сотовой телефонной связи; село Березники электрифицировано.

## Транспорт
По территории поселения проходит асфальтированная автодорога постройки советских времён от магистральной автодороги М8, город Лакинск, через город Собинку, село Березники и далее по направлению к селу Бакшеево и городу Шатура, ответвление до деревни Кононово.

## Галерея

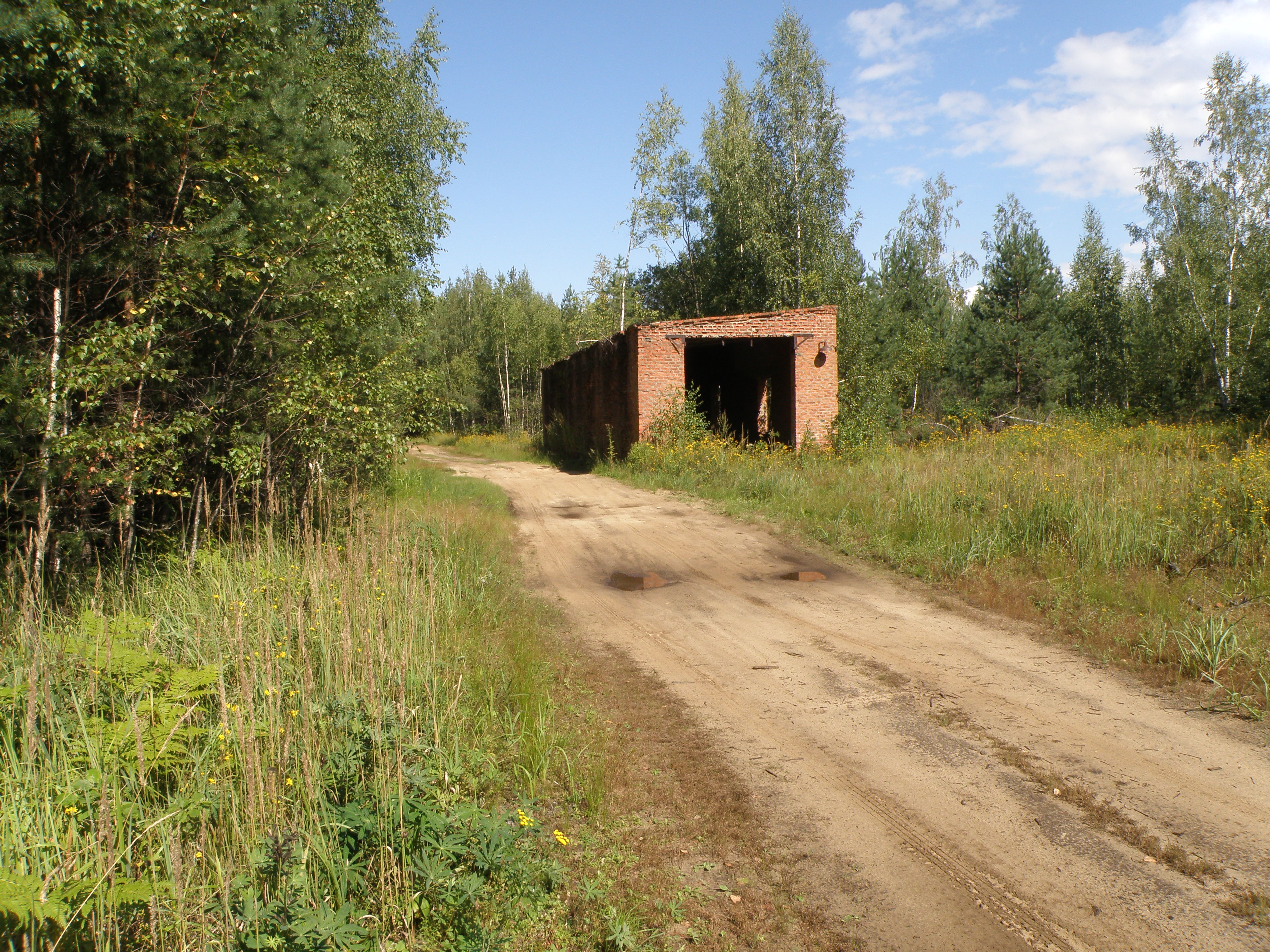
Развалины депо Бакшеевской УЖД близ д. Шувалиха
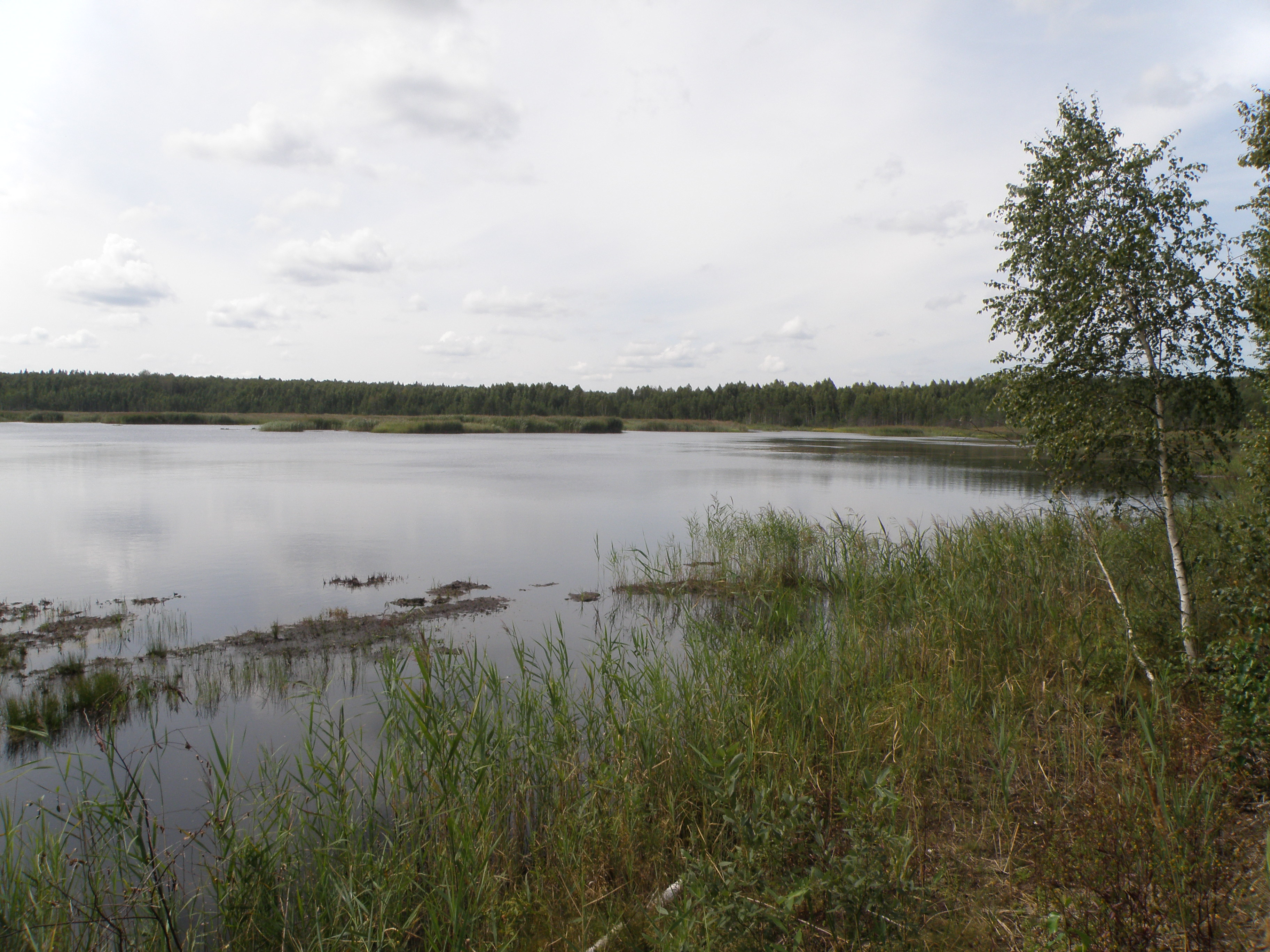
Торфокарьеры бывшего Новособинского торфопредприятия
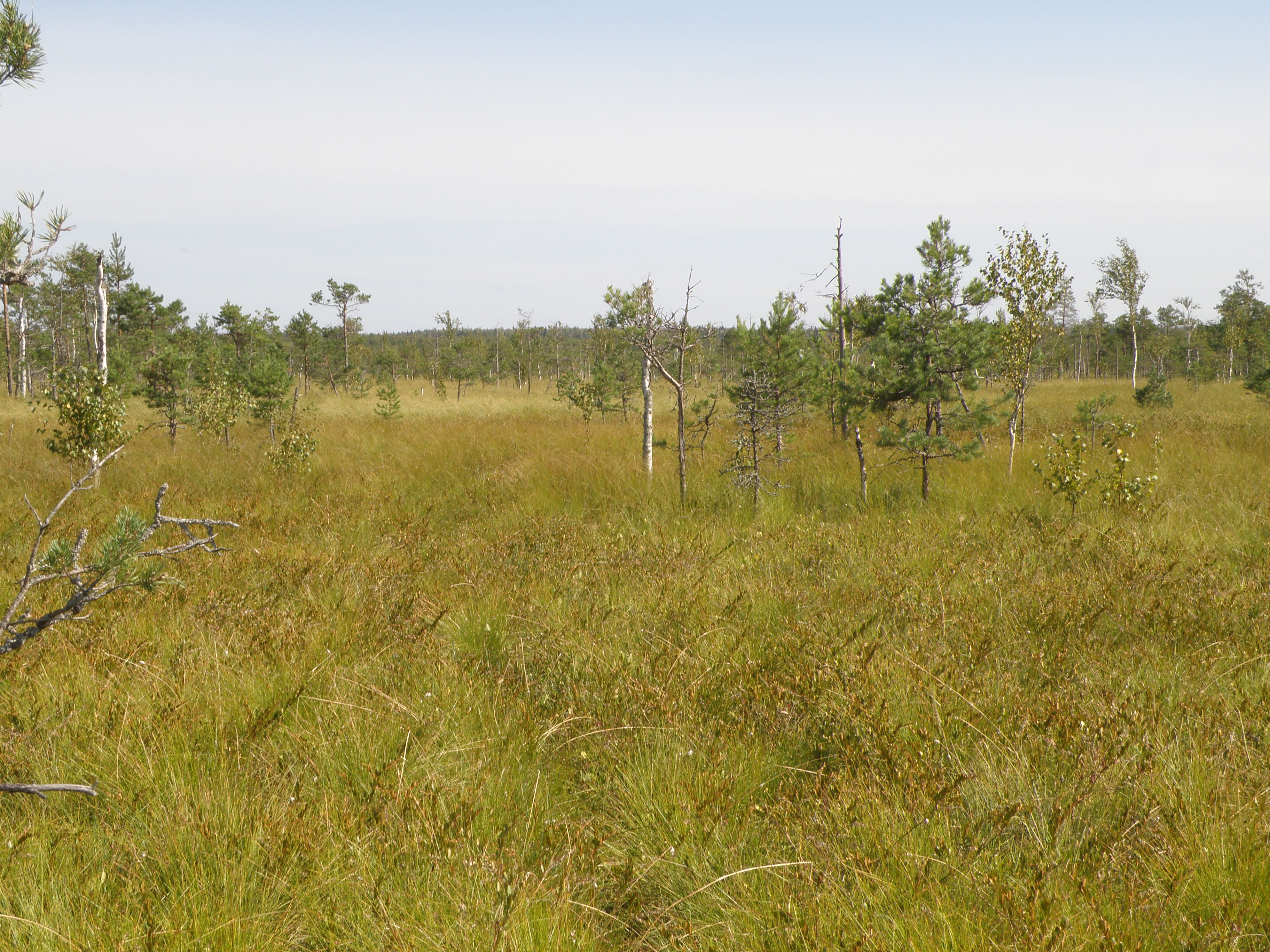
Клюквенное Островское болото близ д. Малые Острова